# Cyriocosmus bertae
Cyriocosmus bertae is een spinnensoort in de taxonomische indeling van de vogelspinnen (Theraphosidae).
Het dier behoort tot het geslacht Cyriocosmus. De wetenschappelijke naam van de soort werd voor het eerst geldig gepubliceerd in 1998 door Pérez-Miles.